# Caninha
José Luiz de Morais, plus connu sous le nom de Caninha (1883 – 1961), est un compositeur brésilien.
Il est considéré comme l'un des pionniers de la samba

## Biographie

### Jeunesse et formation
José Luiz de Morais naît le 6 juillet 1883 dans le quartier carioca de Jacarepaguá, mais déménage ensuite dans celui de Cidade Nova. Ayant perdu ses parents vers l'âge de huit ans, il est d'abord recueilli par un oncle, mais fuit son domicile et travaille dans une boulangerie puis dans la vente de rouleaux de canne à sucre, d'où son surnom de « Caninha Doce » puis, finalement, simplement « Caninha ».
Il enchaîne plusieurs emplois, devenant maçon, mécanicien, vendeur de journaux...

### Carrière

#### Pionnier de la samba
Étant le plus ancien compositeur de samba de la première vague, Caninha est ami avec Donga, Pixinguinha, João da Baiana et Heitor dos Prazeres, entre autres. Vers 1900, il commence à fréquenter la maison de Tia Ciata et étudie le cavaquinho avec le musicien Adolfo Freire.
Entre 1913 et 1914, Caninha, Pixinguinha et Donga (sous le pseudonyme de Zé Vicente) forment le Grupo do Caxangá, dirigé par João Pernambuco.
Grâce à la foisonnante activité musicale et aux événements culturels qui se déroulent chez Tia Ciata est née la chanson Pelo telephone. Alors qu'il s'agit probablement d'une création collective, Donga prend l'initiative de faire enregistrer la chanson à la Bibliothèque nationale du Brésil en novembre 1916, faisant d'elle la première chanson de samba enregistrée,. Cette initiative fait polémique, beaucoup de musiciens estimant qu'il s'est approprié une création collective, qui inclurait João da Baiana, Pixinguinha, Caninha, Hilário Jovino Ferreira et Sinhô, entre autres.
Son premier succès survient en 1918 avec le matchiche Gripe Espanhola, au moment où la fameuse grippe se transforme en épidémie, obligeant les administrations à fermer leurs portes pour éviter la contagion.
D'autres succès accroissent considérablement son prestige, avec notamment les sambas carnavalesques Ninguém escapa do feitiço, Até parece coisa feita et Quem vem atrás feche a porta (1919, chez Odeon, respectivement avec le Grupo dos Oito Emissários, le Grupo do Além et la Banda da Casa Edison), Que vizinha danada et Essa nega que me dá (1920, Odeon, avec le Grupo do Moringa).

#### Lutte pour sa consécration
Dans les années 1920, la dispute entre Sinhô et Caninha pour la suprématie de la samba est féroce. Sinhô en devient le « Roi », tandis que Caninha est acclamé « Empereur de la Samba ». Bien que Sinhô ait à cette époque le plus grand succès, Caninha est le seul à réussir à menacer son règne de popularité, notamment en le battant en 1922 au concours du festival de Penha, avec la marche ragtime Me Sinto Mal, enregistrée par Odeon avec Baiano. Dès lors, tout ce qu’il compose devient un succès. Il s'associe à plusieurs chanteurs, parmi lesquels le roi de la voix Francisco Alves et les chanteurs Baiano, Fernando, Mário Reis, Frederico Rocha et Moreira da Silva. En 1927, il remporte la première place au concours « O que é nosso » organisé par le journal O Correio da Manhã avec la samba O que é nosso, également connue sous le nom de Eu sou brasileiro, qui a été enregistrée avec succès par Francisco Alves à Odeon. Lors de ce même concours, il a également été récompensé avec la samba Rosinha, gagnante de la catégorie des chansons déjà sorties ou publiées.
Avec la mort en 1930 de Sinhô, dont Caninha, bien que rival, est aussi un ami, Caninha s'éloigne un temps du monde musical. En 1933, pourtant déjà considéré comme dépassé par beaucoup, il fait un « retour triomphal » : il compose É Batucada, en collaboration avec Visconde de Bicuíba. Avec cette samba, il remporte le premier concours de sambas et de marches institué par la mairie de Rio de Janeiro, puis par le District fédéral, qui lui décerne également le diplôme de sambista, car il avait concouru avec 63 autres compositeurs importants de l'époque.

#### Dernières années
Au début des années 1940, il épouse Edméia Franco, mais n'a pas d'enfants. Fonctionnaire à la douane, José Luiz de Morais prend sa retraite en 1945.
En 1954, il participe au Festival da Velha Guarda organisé par Almirante, auquel participent également Pixinguinha, Donga, João da Baiana, Alfredinho Flautim et d'autres.
Caninha meurt le 16 juin 1961 à l'âge de 77 ans dans sa maison d'Olaria, une banlieue de Rio, même si, des années auparavant, la Mairie du District Fédéral, assumant sa mort, avait déjà placé son nom, en hommage, aux côtés de ceux d'autres des compositeurs disparus comme Noel Rosa et Sinhô.